# Rokytnice nad Rokytnou
Rokytnice nad Rokytnou é uma comuna checa localizada na região de Vysočina, distrito de Třebíč.